# Sebastián Cal
Sebastián Cal, vollständiger Name Bartolo Sebastián Cal Farías, (* 29. April 1997 in Rocha) ist ein uruguayischer Fußballspieler.

## Karriere
Der 1,64 Meter große Mittelfeldakteur Cal begann mit dem Fußballspielen im baby fútbol bei Lavalleja de Rocha. Als 12-Jähriger schloss er sich Peñarol an. Im nachfolgenden Lebensjahr wechselte er 2010 nach San Carlos zum Club Atlético Atenas. Dort durchlief er zunächst die Mannschaften der Séptima und Sexta División und spielte schließlich in der U-16 des Klubs. Trainer Pablo Dorelo und Sportdirektor Diego Pereira beorderten Cal gemeinsam mit Matías Barilko sodann zur Ersten Mannschaft. Zu jener Zeit pendelte Cal nahezu täglich zwischen dem Wohnort seiner Eltern Rocha und San Carlos, um am Training teilzunehmen. Sein Pflichtspieldebüt in der Segunda División feierte er am 16. November 2013 in der Partie gegen Central Español, als er in der 60. Spielminute für Maximiliano Sigales eingewechselt wurde. Das erste Ligapflichtspieltor schoss er am 3. Mai 2014 beim 7:4-Sieg über Villa Teresa. Cal bestritt in der Spielzeit 2013/14 insgesamt neun Spiele in der Segunda División für den Club Atlético Atenas und erzielte ein Tor. Am Saisonende stieg sein Verein in die höchste uruguayische Spielklasse auf. Im Juni und Juli 2014 absolvierte er dann gemeinsam mit den uruguayischen Spielern Federico Tabeira und Hernán Petrick im Rahmen einer Probetrainingszeit die Saisonvorbereitung beim tschechischen Erstligisten FC Slovan Liberec. Anschließend kehrte er Mitte Juli 2014 zu seinem uruguayischen Klub zurück. In der Saison 2014/15 wurde er sechsmal (kein Tor) in der Primera División eingesetzt. Seit der Spielzeit 2015/16 stand er auf Leihbasis im Kader des FC Slovan Liberec. In jener Saison lief er in einem Pokalspiel (kein Tor) des tschechischen Vereins auf. Mitte Juli 2016 kehrte er zu Atenas zurück und bestritt in der Zweitligasaison 2016 ein Ligaspiel (kein Tor).